# Manchester Wheelers' Club
Il Manchester Wheelers' Club è un club velocipedistico maschile britannico con sede a Manchester.

## Storia
Il club fu fondato il 7 luglio 1883 come Manchester Athletic Bicycle Club e il nome fu cambiato nel 1890 in Manchester Wheelers' Club. È uno dei club ciclistici di maggior successo del Regno Unito, avendo avuto nelle sue file innumerevoli ciclisti di fama internazionale e numerosi campioni mondiali. L'epoca d'oro del club è considerata quella dei primi anni ottanta del XX secolo, quando il livello dei successi ottenuti diede fama al club.

## Simboli e colori
La maglia sportiva del club è blu reale, con al centro una striscia rossa in mezzo a due bianche, con le parole Manchester Wheelers.

## Ciclisti famosi
Reg Harris
Reg Harris nacque a Bury il 1 marzo 1920. Entrò nel Manchester Wheelers nel 1939. Egli vinse cinque campionati mondiali di velocità, uno come dilettante e quattro come professionista e stabil’ record mondiali. Divenuto critico nei confronti del ciclismo su pista britannico, fece il suo rientro 30 anni dopo il suo primo campionato da dilettante. Vinse il titolo professionisti nel 1974 a Leicester all'età di 54 anni.
Chris Boardman
Chris Boardman nacque a Hoylake il 26 agosto 1968. Entrò nel Manchester Wheelers giovanissimo e domino la scena nazionale del ciclismo su pista con trenta titoli nazionali e il Campionato nazionale scalatori. Stabilì il record dell'ora, vinse una Medaglia d'oro olimpica e indossò la maglia gialla al Tour de France.
Altri corridori famosi
| - Mark Bell - Hugh Cameron - Cyril Cartwright - Darryl Webster | - Paul Curran - Jeff Williams - Bob Downs - Malcolm Elliott | - Steve Joughin - Dave Lloyd - Jack Sibbit - Emma Davies |

## Muratti Cup
La Muratti Race, "The race of the Champions", ebbe inizio nel 1899, quando il vicepresidente del Manchester Wheelers, D. B. Muratti, per conto della Messrs. B. Muratti, Sons & Co., produttori di sigarette, presentò una coppa del valore di 100 ghinee. La Coppa d'oro Muratti è assegnata annualmente al vincitore della corsa sulla 10 miglia ed è stata più assegnata nel campionato mondiale su pista dell'Unione Ciclistica Internazionale.

## Race Meets
Gli incontri agonistici  Wheelers' Race Meets furono tenuti fino a che la pista dello stadio Fallowfield non fu chiusa per demolizione nel 1975. Ad essa partecipavano famosi campioni da tutto il mondo fra i quali Tom Simpson, Cyril Peacock, Patrick Sercu, Sydney Patterson, Arie van Vliet, Mario Ghella, Russell Mockridge e Jef Scherens.